# Hinteri Egg
Le Hinteri Egg, ou Hinderi Egg, est une montagne du massif du Jura en Suisse. Culminant à 1 168 mètres d'altitude, c'est le point culminant du canton de Bâle-Campagne.